# Естир
Естир е библейска героиня и реално същестуваща личност, съпруга на персийския цар Асуир (Ксеркс I), описана в Книга Естир. Според историята Асуир решава да си намери нова жена, след като любимата му Астин отказва да му се подчинява.[Естир 1:10 – 22]
Естир е избрана сред много жени поради голямата си красота.
По това време основният съветник на цар Асуир - Аман е потресен от неуважението, което проявява към него Мардохей - братовчед и телохранител на Естир. Аман успява да издейства от царя указ, който разрешава всички евреи в територията му да бъдат избити. Естир обаче осуетява този план и дори кара царя да издаде указ, с който разрешава на всички юдеи да избият враговете си.
Историята на Естир е в основата на еврейския празник Пурим, който се празнува на същата дата, в която указът на Аман е трябвало да влезе в сила, но всъщност става денят, в който евреите избиват враговете, след като указът се преобръща.